# Georges Duby
George Michael Claude André Duby (Paris, 7 de Outubro de 1919 - Aix-en-Provence, 3 de Dezembro de 1996) foi um historiador francês, especialista em Idade Média.

## Vida
Deu início à sua carreira universitária em Lyon, no ano de 1949 onde foi aluno e logo após o término de seus estudos se tornou professor assistente, tendo sido posteriormente professor na Universidade de Bonançoso, passando também por Aix-en-Provence. Membro da Academia Francesa e professor do Collège de France entre os anos de 1970 e 1992. Foi um especialista em história medieval, lançou mais de 70 livros e coordenou coleções importantes, como a História da Vida Privada.
Georges Duby trouxe muito para a renovação da compreensão da História graças ao conceito de representação mental. Com outros pensadores, como Marc Augé na antropologia, reconheceu e explicou a função da representação na constituição das ordens e relações sociais, na orientação do comportamento coletivo e na transformação do mundo social. Sobre o imaginário do feudalismo, Georges Duby fala da representação como “moldura”, “estrutura latente”, “imagem simples” da organização social garantindo a passagem para diferentes sistemas simbólicos.
Recebeu o Prêmio Gobert em 1977.

## Obras
- Economia Rural e Vida no Campo no Ocidente Medieval (1962)
- A Construção do Ocidente Cristão (1966-1967)
- O Domingo de Bouvines: 27 de Julho de 1214 (1973)
- Guerreiros e Camponeses: os primórdios do crescimento econômico europeu séc. VII-XII (1973)
- O Ano 1000 (1974)
- O Tempo das Catedrais: a Arte e a Sociedade (980-1420) (1976)
- Arte e Sociedade na Idade Média (1977)
- A Sociedade Cavaleiresca (1977)
- As Três Ordens ou o imaginário do Feudalismo (1978)
- O Cavaleiro, a Mulher e o Padre (1981)
- Idade Média, Idade dos Homens (1983)
- Guilherme o Marechal ou o melhor Cavaleiro do Mundo (1984)
- História das Mulheres no Ocidente (1990)
- A História Continua (1991)
- Amor e Sexualidade no Ocidente: e história contínua (1993)
- As Damas do Século XII (1995-1996)
- Ano 1000, ano 2000 (1998)

## Obras (em francês)
Nota: uma lista mais completa dos trabalhos de Duby está disponível no site da Académie française.

### Livros acadêmicos
- La Société aux xie et xiie siècles dans la région mâconnaise, Paris, Éditions de l’École des Hautes Études en Sciences Sociales, 1953. (Thèse de doctorat d'État).

- Prix Gobert 1954 de l’Académie des inscriptions et belles-lettres.
- L'Économie rurale et la vie des campagnes dans l'Occident médiéval, Paris, Aubier, 1962, 2 volumes.

- Prix Gobert 1963 de l’Académie des inscriptions et belles-lettres.
- Hommes et structures du Moyen Âge, Paris, Mouton, 1973 (rééd. en deux volumes : Seigneurs et Paysans et La Société chevaleresque, Paris, Flammarion, 1988).
- Guerriers et Paysans, viie – xiie siècles : premier essor de l'économie européenne, Paris, Gallimard, 1973.
- Les Trois Ordres ou L'Imaginaire du féodalisme, Paris, Gallimard, 1978 ISBN 2070286045
- Le Chevalier, la Femme et le Prêtre : le mariage dans la France féodale, Paris, Hachette, 1981 ISBN 2012790712
- Guillaume le Maréchal ou Le meilleur chevalier du monde, Paris, Fayard, 1984 ISBN 2070323447. Biographie de Guillaume le Maréchal, qui s'élève dans la hiérarchie féodale par ses dons jusqu'à devenir l'un des hommes les plus puissants du royaume d'Angleterre.
- Mâle Moyen Âge : de l'amour et autres essais, Paris, Flammarion, 1988, réédition de 2010, ISBN 9782081236325
- Dames du xiie siècle, Paris, Gallimard, 1995-1996, 3 volumes (Nouvelle édition en un volume, Paris, Collection Folio histoire (no 295), Gallimard, 2020, 480 p.):[4]
  - I. Héloïse, Aliénor, Iseut et quelques autres
  - II. Le souvenir des aïeules
  - III. Ève et les prêtres
- Les Femmes et le pouvoir au xiie siècle, conférence donnée au Collège de France le 17 février 1994, CD audio, Houilles, Le Livre qui parle, 2009.

### Obras para o grande público
- L'An mil, coll. « Archives », Paris, éditions Julliard, 1967 (rééd. Gallimard, 1980 ISBN 2-07-032774-4).
- Le Dimanche de Bouvines (27 juillet 1214), Paris, Éditions Gallimard, coll. « Trente journées qui ont fait la France », 1973 ISBN 2070322955. Duby y montre qu'un historien des Annales peut aussi, à l'occasion, traiter d'un événement : la bataille de Bouvines.
- Les Procès de Jeanne d'Arc (avec Andrée Duby), Paris, Gallimard, 1973.
- L'Europe au Moyen Âge (art roman, art gothique), Paris, Arts et Métiers Graphiques, 1981.
- An 1000, An 2000 : Sur les traces de nos peurs, Paris, éditions Textuel, 1999 ISBN 978-2909317878[5]

A história da arte
- Adolescence de la chrétienté occidentale, L'Europe des cathédrales et Fondement d'un nouvel humanisme, Genève, Skira, 1966-1967, 3 volumes ; repris en un volume sous le titre Le Temps des cathédrales : l'art et la société (980–1420), Gallimard, 1976 ISBN 207029286X – Grand Prix Gobert de l'Académie française 1977.
- Saint Bernard : l'art cistercien, Paris, Arts et Métiers graphiques, 1976.

### Compilações
- Féodalité, Paris, Gallimard, coll. « Quarto », 1996 ISBN 2-07-073758-6
- L'Art et la société. Moyen Âge - xxe siècle, Paris, Gallimard, coll. « Quarto », 2002 ISBN 2-07-076667-5
- Œuvres, Paris, Gallimard, coll. « Bibliothèque de la Pléiade », 2019 ISBN 978-2-07-277620-5[6]

### Participação em trabalhos coletivos
- Atlas historique (dir.), Paris, Larousse, 1978. Nombreuses rééditions revues et augmentées.
- Histoire de la civilisation française (avec Robert Mandrou), Paris, A. Colin, 1958, 2 volumes.
- Histoire de la France, Des origines à nos jours (dir.), Paris, Larousse, 1970-1971, 3 volumes; rééd., Paris, Larousse, 2007, coll. "Bibliothèque historique", ISBN 978-2035826367.
- Histoire de la France rurale (codir. avec Armand Wallon), Paris, Le Seuil, 1976, 4 volumes, [article bibliographique].
- Histoire de la France urbaine (dir.), Paris, Le Seuil, 1980-1985, 5 volumes
- Histoire de la vie privée (codir. avec Philippe Ariès), Paris, Le Seuil, 1985-1987, 5 volumes[7] ISBN 2-02-008987-4
- Histoire des femmes en Occident (codir. avec Michelle Perrot), Paris, Plon, 1990-1992, 5 volumes

### Diversos
- Dialogues (avec Guy Lardreau), Paris, Flammarion, 1980 (rééd. Les petits Platons, 2013 ISBN 978-2082117036, 2082117030).
- L'Histoire continue, Paris, Odile Jacob, 1991, ISBN 2738110428.
- Mes ego-histoires (livre édité à titre posthume par Patrick Boucheron et Jacques Dalarun), Paris, Gallimard, 2015.[8]